# Ludwig Holthausen

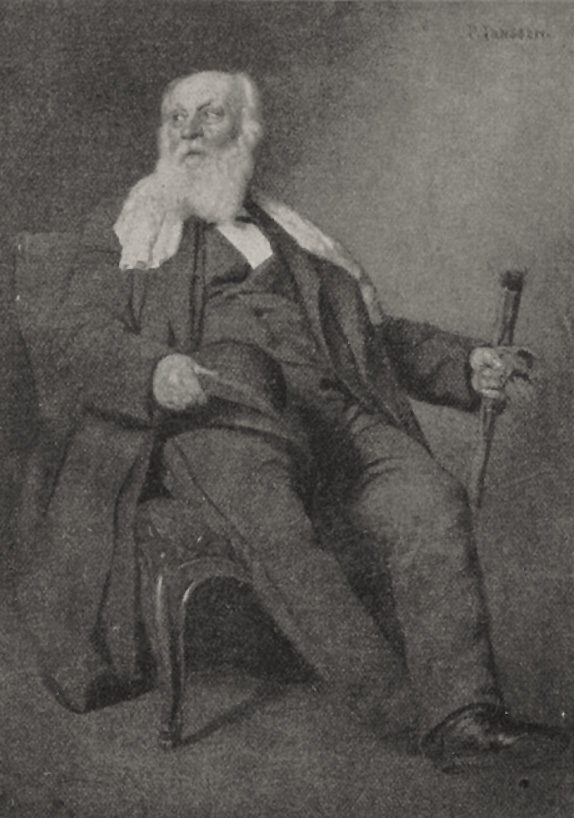
Bildnis des Malers Ludwig Holthausen, Inspektor der Kunstakademie Düsseldorf von 1868 bis 1880, Schwarz-Weiß-Abbildung des Gemäldes von Peter Janssen dem Älteren, um 1880

Ludwig Holthausen (* 1807 in Uerdingen, Département de la Roer; † 13. April 1890 in Düsseldorf) war ein deutscher Blumen- und Genremaler der Düsseldorfer Schule. Von 1868 bis 1880 amtierte er als Inspektor der Kunstakademie Düsseldorf.

## Leben
Holthausen besuchte die Düsseldorfer Akademie von 1825 bis 1839. Dort war er Schüler von Wilhelm Schadow. In den Schülerlisten dieser Zeit wurde er als Auftragsmaler für Blumenmalerei bezeichnet. In den Jahren 1855 bis 1870 war er ausübender Maler in der Meisterklasse der Akademie. Parallel spezialisierte er sich darauf, Heiligenbilder zu kopieren und Gemälde zu restaurieren. Vermerkt wurde auch, dass er hauptsächlich davon lebe, Unterricht außerhalb der Akademie zu geben, Mitte der 1870er Jahre als Zeichenlehrer an der „Katholischen höheren Töchterschule“ in der Grabenstraße. Am 1. Februar 1868 wurde er – als Nachfolger von Josef Wintergerst – zum Inspektor der Akademie ernannt. Als solcher wohnte er in einem oberen Geschoss des Düsseldorfer Schlosses, als es in der Nacht vom 19. auf den 20. März 1872 niederbrannte. Holthausen war durch ein ungewöhnliches Geräusch geweckt worden und hatte den Korridor bereits mit so viel Rauch angefüllt gefunden, dass er und seine Familie sich nur durch Flucht mit größter Eile vor den Flammen retten konnten.
Von 1871 bis zu seiner Pensionierung im Jahr 1880 gehörte er als Inspektor der Kunstakademie auch dem Lehrkollegium der Akademie an. In Düsseldorf, wo Holthausen bis zu seinem Tod lebte, war er Mitglied des Künstlervereins Malkasten. Holthausen wohnte 1867 im Haus Klosterstraße 47, dessen Eigentümer er Ende der 1870er wurde und in das um 1882 die Witwe von Franz Ittenbach mit Töchtern Wilhelmine und Franziska einzog.
Holthausens Malerei, darunter ein Doppelbildnis der Töchter in kindlichem Alter mit Blumen und Früchten, das Wolfgang Hütt wegen der „Reinheit der formgebunden Linien“ in die Nähe der nazarenischen Kunst Andreas Müllers rückte, geriet früh in Vergessenheit.
Vor dem Eintritt in den Ruhestand porträtierte ihn Peter Janssen der Ältere, der damals im Begriff war, das Direktorat der Kunstakademie anzutreten, als beleibten Greis auf einem Stuhl. Das Bildnis des Malers Ludwig Holthausen wurde auf der Düsseldorfer Gewerbe- und Kunstausstellung 1880 ausgestellt, wo es wegen seiner „malerischen Auffassung und energischen Charakterisirung“ besondere Anerkennung fand. Das Porträt, das Janssen dem Dargestellten schenkte, vermachte dieser noch zu Lebzeiten der Kunstakademie. Im Jahr 1906 wurde es auf Wunsch von Hugo von Tschudi als hervorragendes Beispiel der Porträtmalerei Janssens an die Nationalgalerie Berlin überwiesen.